# آختاچی قره‌بجاق
آختاچی قره‌بجاق (به لاتین: Axtaçı-Qarabucaq، تا سال ۲۰۱۵ قره‌بجاق Qarabucaq) یک منطقه مسکونی در جمهوری آذربایجان است که در شهرستان کردامیر واقع شده است.